# Charles Mathey
Pour les articles homonymes, voir Mathey.
Charles Mathey (12 septembre 1794 à Thurey - 5 février 1851 à Chalon-sur-Saône), est un homme politique français.

## Biographie
Étudiant en droit à Paris en 1815, il s'enrôla comme volontaire dans le bataillon des Écoles pour se battre contre les alliés. 
Notaire en 1822 et 1824, il s'introduisit tout d'abord dans la politique locale en étant conseiller municipal en 1832, et conseiller général de Montret puis de Saint-Germain-du-Bois de 1833 à 1839.
Aux élections du 1er août 1846 il se présenta à la députation, dans le 3e collège de Saône-et-Loire, et fut élu..
Il prit place à gauche et se fit notamment remarquer par son assiduité aux séances. Il assista, avec 17 autres députés, au banquet réformiste du 12e arrondissement de Paris, et signa la mise en accusation du ministère de François Guizot. 
À la Révolution de 1848, le gouvernement provisoire le nomma commissaire en Saône-et-Loire (4 mars).
Le 23 avril suivant, il fut élu représentant à l'Assemblée constituante par son département. Il fit partie du comité de l'intérieur, et vota en général avec la gauche. Il s'exprima notamment pour le bannissement de la famille d'Orléans, contre les poursuites contre Caussidière, pour l'abolition de la peine de mort, pour l'impôt progressif, contre l'incompatibilité des fonctions, pour l'amendement Grévy, contre la sanction de la Constitution par le peuple, pour l'ensemble de la Constitution, pour la proposition Rateau, contre l'interdiction des clubs.
Il vota aussi contre l'expédition de Rome, soutenu par Louis-Napoléon, alors président de la Deuxième République française.
Non réélu aux élections législatives qui suivent, il se retira de la vie politique.
Il est le père d'Alfred Mathey et l'oncle de Louis Mathey.

## Sources
- « Charles Mathey », dans Adolphe Robert et Gaston Cougny, Dictionnaire des parlementaires français, Edgar Bourloton, 1889-1891 [détail de l’édition]